# 이토 다카오
이토 다카오(일본어: 伊藤 高男, 1952년 11월 5일 ~ )는 일본의 은퇴한 스키 점프 선수이다. 1976년에 오스트리아 인스브루크에서 열린 올림픽에 일본 국가대표로 참가하였으며, 세계 노르딕 스키 선수권 대회에 2번 출전했다.

## 생애와 경력
홋카이도 출신으로 1969년 12월에 제2회 나카야마 스키 점프 대회 소년부에서 우승을 하였으며, 1970년에 제8회 요테이 스키 점프 대회 소년부에서 우승을 차지했다. 1971년에는 제23회 일본 전도 고등학생 선수권 대회와 제26회 국민동계체육대회 소년부에서 우승하는 등 일본 국내 스키 점프 대회에서 우승을 차지하였다.
1973년에 홋카이 고등학교를 졸업하고 센슈 대학에 입학면서 스키 점프 국가대표로 발탁되었다. 이후 서독 오버슈트도르프와 가르미슈파르텐키르헨에서 열린 4힐 토너먼트에 일본 국가대표로 참가하여 각각 65위와 73위를 기록하였다. 같은 해에 오버슈트도르프에서 열린 세계 스키 플라잉 선수권 대회에도 일본 대표로 참가하여 176m를 기록하여 당시 동독의 하인츠 보시피보가 보유했던 세계 신기록을 갱신하였으나 착지하는 순간에 거꾸로 넘어져 주변 구조물과 충돌하여 비공인 기록으로 남았다. 이토는 이 사고로 쇄골이 부러지는 부상을 입었다. 이듬 해인 1974년에 스웨덴 팔룬에서 열린 세계 노르딕 스키 선수권 대회에 일본 스키 점프 국가대표로 참가하여 라지힐(K90) 종목에서 51위를 기록하였다. 1976년에는 오스트리아 인스브루크에서 열린 동계 올림픽에 일본 국가대표로 참가하여 노멀힐에서 24위, 라지힐에서 22위를 기록하였다. 1978년에는 핀란드 라티에서 열린 세계 노르딕 선수권 대회에 일본 스키 점프 국가대표로 참가하여 노멀힐에서 37위, 라지힐에서 42위를 기록하였으다.
1980년 1월 13일에 자신의 첫 월드컵이자 마지막 월드컵 대회인 삿포로 월드컵에 참가하였으며, 라지힐 종목에서 전체 9위에 올랐다. 이토는 1979-80년 월드컵 시즌에서 단 한 경기에 출전하여 월드컵 포인트 7점으로 스위스의 파울 에글로프, 스웨덴의 얀 홀름룬드, 일본의 다나카 신이치와 하나다 도시히로와 함께 시즌 공동 79위에 올랐다. 삿포로 월드컵 이후에는 국가대표에서 은퇴했으며, 1981년 2월 24일에 제36회 국민동계체육대회 성인부에서 우승한 후 은퇴했다.

## 일본 국내 주요 대회 경기 성적
- 1969.12.10　제2회 나카야마 샨체 점프 대회 소년 부문 우승
- 1970.12.13　제8회 요테이 샨체 전도(全道) 점프 대회 소년 부문 우승
- 1971.01.15　제23회 전도 고등학교 스키 대회 우승
- 1971.02.22　제26회 국민 체육 대회 동계 대회 소년 부문 우승
- 1971.03.07　제2회 다자와 호 샨체 대회 소년 부문 우승
- 1973.02.10　제15회 HBC컵 점프 경기 대회 우승
- 1973.12.09　제4회 나요로 피야시리 샨체 점프 대회 성인 부문 우승
- 1975.02.09　제53회 전일본 스키 선수권 대회 (90m) 우승
- 1977.12.25　제8회 나요로 피야시리 샨체 점프 대회 성인 부문 우승
- 1978.01.22　제19회 NHK배 점프 대회 우승
- 1978.02.03　제49회미야사마 스키 대회 국제 경기 (70m) 우승
- 1978.02.04　제20회 HBC컵 점프 경기 대회　우승
- 1978.02.05　제49회 미야사마 스키 대회 국제 경기 (90m) 우승
- 1978.02.09　제56회 전일본 스키 선수권 대회 (90m) 우승
- 1979.02.07　제57회 전일본 스키 선수권 대회 (70m) 우승
- 1980.03.20　제10회 나요로 피야시리 샨체 점프 대회 성인 부문 우승
- 1980.03.29　제8회 노자와 온천 점프 대회 성인 부문 우승
- 1981.02.24　제36회 국민 체육 대회 동계 대회 성인 2부 부문 우승